# Мексика на літніх Олімпійських іграх 2016
Мексику на літніх Олімпійських іграх 2016 представляли 125 спортсменів у 26 видах спорту.

## Медалісти

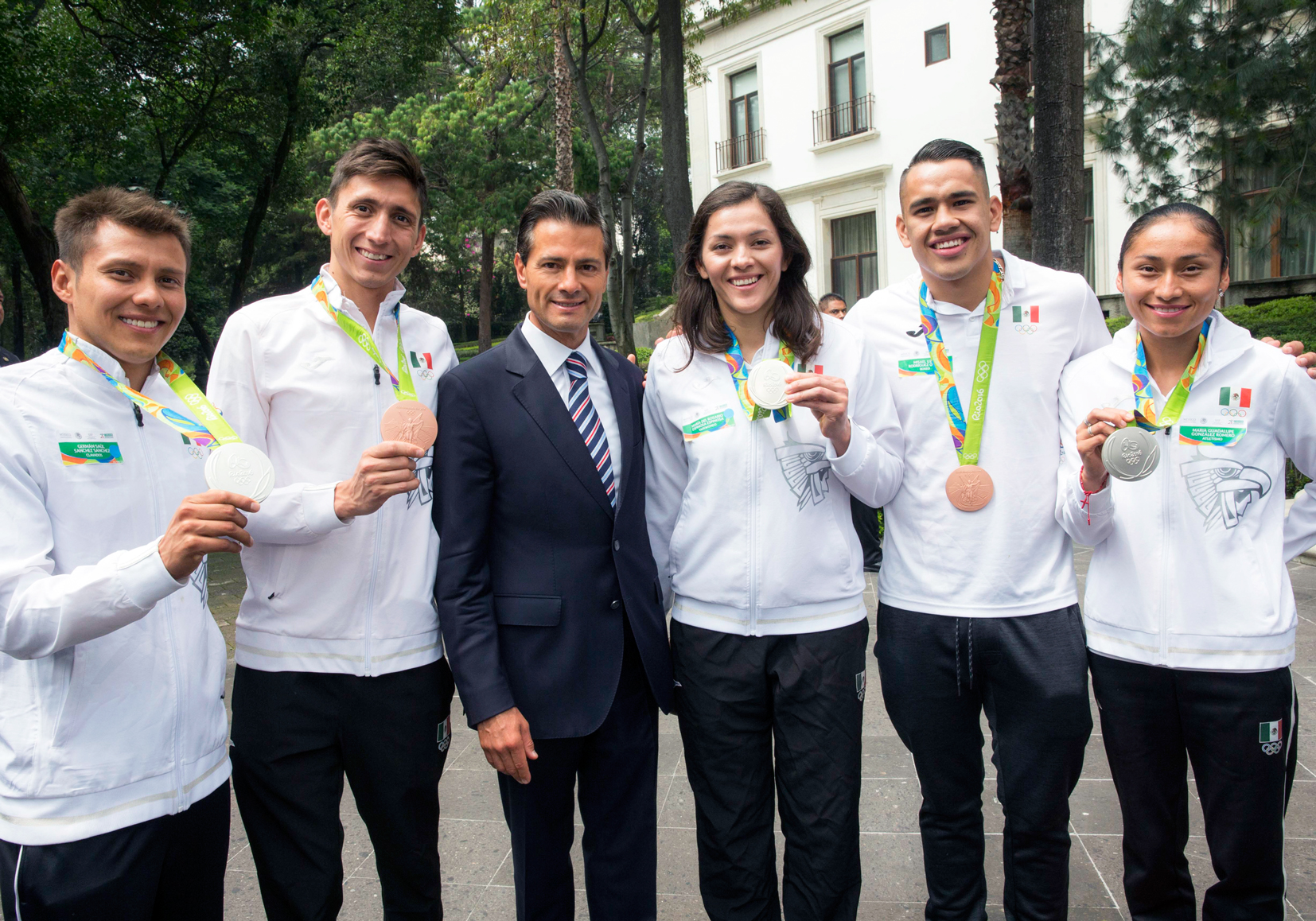
Медалісти Мексики: Херман Санчес, Ісмаель Ернандес, Марія Еспіноса, Узель Місаел Родрігес та Марія Гваделупе Гонсалес разом з президентом країни Енріке Пенья Ньєто.

| Медалі | Спортсмени               | Вид спорту           | Дисципліна               | Дата      |
| ------ | ------------------------ | -------------------- | ------------------------ | --------- |
| Срібло | Марія Гваделупе Гонсалес | Легка атлетика       | жінки, ходьба на 20 км   | 19 серпня |
| Срібло | Херман Санчес            | Стрибки у воду       | чоловіки, 10 м платформа | 20 серпня |
| Срібло | Марія Еспіноса           | Тхеквондо            | жінки, понад 67 кг       | 20 серпня |
| Бронза | Узель Місаел Родрігес    | Бокс                 | чоловіки, до 75 кг       | 18 серпня |
| Бронза | Ісмаель Ернандес         | Сучасне п'ятиборство | чоловіки                 | 19 серпня |

## Спортсмени
| Дисципліна                      | Чоловіки | Жінки | Разом |
| ------------------------------- | -------- | ----- | ----- |
| Стрільба з лука                 | 1        | 3     | 4     |
| Легка атлетика                  | 13       | 9     | 22    |
| Бадмінтон                       | 1        | 0     | 1     |
| Бокс                            | 6        | 0     | 6     |
| Веслування на байдарках і каное | 1        | 0     | 1     |
| Велоспорт                       | 2        | 2     | 4     |
| Стрибки у воду                  | 5        | 4     | 9     |
| Кінний спорт                    | 0        | 1     | 1     |
| Фехтування                      | 2        | 5     | 7     |
| Футбол                          | 18       | 0     | 18    |
| Гольф                           | 1        | 2     | 3     |
| Гімнастика                      | 1        | 1     | 2     |
| Дзюдо                           | 0        | 2     | 2     |
| Сучасне п'ятиборство            | 1        | 1     | 2     |
| Академічне веслування           | 1        | 1     | 2     |
| Вітрильний спорт                | 2        | 1     | 3     |
| Стрільба                        | 0        | 2     | 2     |
| Плавання                        | 2        | 1     | 3     |
| Синхронне плавання              | —        | 2     | 2     |
| Настільний теніс                | 1        | 1     | 2     |
| Тхеквондо                       | 2        | 2     | 4     |
| Теніс                           | 2        | 0     | 2     |
| Тріатлон                        | 3        | 2     | 5     |
| Волейбол                        | 14       | 0     | 14    |
| Важка атлетика                  | 1        | 3     | 4     |
| Боротьба                        | 1        | 0     | 1     |
| Разом                           | 81       | 45    | 126   |

## Стрільба з лука
| Спортсмен                                     | Дисципліна                        | Попередній раунд | Попередній раунд | 1/32 фіналу            | 1/16 фіналу        | 1/8 фіналу           | Чвертьфінали                  | Півфінали          | Фінал / БМ         | Фінал / БМ       |
| Спортсмен                                     | Дисципліна                        | Результат        | Сіяний           | Суперник Результат     | Суперник Результат | Суперник Результат   | Суперник Результат            | Суперник Результат | Суперник Результат | Місце            |
| --------------------------------------------- | --------------------------------- | ---------------- | ---------------- | ---------------------- | ------------------ | -------------------- | ----------------------------- | ------------------ | ------------------ | ---------------- |
| Ернесто Бордман                               | індивідуальна першість (чоловіки) | 662              | 28               | Пуентес (CUB) L 4–6    | Завершив виступ    | Завершив виступ      | Завершив виступ               | Завершив виступ    | Завершив виступ    | Завершив виступ  |
| Габріела Баярдо                               | індивідуальна першість (жінки)    | 648              | 12               | Раї (BAN) W 6–0        | Унрух (GER) L 4–6  | Завершила виступ     | Завершила виступ              | Завершила виступ   | Завершила виступ   | Завершила виступ |
| Аїда Роман                                    | індивідуальна першість (жінки)    | 623              | 38               | Мірча (MDA) L 4–6      | Завершив виступ    | Завершив виступ      | Завершив виступ               | Завершив виступ    | Завершив виступ    | Завершив виступ  |
| Алехандра Валенсія                            | індивідуальна першість (жінки)    | 651              | 8                | Лобженідзе (GEO) W 6–4 | Anagöz (TUR) W 6–5 | Laishram (IND) W 6–2 | Choi M-s (KOR) W 6–0          | Унрух (GER) L 2–6  | Кі Б-б (KOR) L 4–6 | 4                |
| Габріела Баярдо Аїда Роман Алехандра Валенсія | командна першість (жінки)         | 1922             | 5                | Н/Д                    | Н/Д                | Грузія (GEO) W 6–0   | Китайський Тайбей (TPE) L 4–5 | Завершила виступ   | Завершила виступ   | Завершила виступ |

## Легка атлетика
Легенда
- Note – для трекових дисциплін місце вказане лише для забігу, в якому взяв участь спортсмен
- Q = пройшов у наступне коло напряму
- q = пройшов у наступне коло за добором (для трекових дисциплін - найшвидші часи серед тих, хто не пройшов напряму; для технічних дисциплін - увійшов до визначеної кількості фіналістів за місцем якщо напряму пройшло менше спортсменів, ніж визначена кількість)
- NR = Національний рекорд
- N/A = Коло відсутнє у цій дисципліні
- Bye = спортсменові не потрібно змагатися у цьому колі

Трекові і шосейні дисципліни
Чоловіки
| Спортсмен           | Дисципліна      | Попередній забіг | Попередній забіг | Півфінал  | Півфінал | Фінал           | Фінал           |
| Спортсмен           | Дисципліна      | Результат        | Місце            | Результат | Місце    | Результат       | Місце           |
| ------------------- | --------------- | ---------------- | ---------------- | --------- | -------- | --------------- | --------------- |
| Хосе Карлос Еррера  | 200 м           | 20.29            | 1 Q              | 20.48     | 8        | Завершив виступ | Завершив виступ |
| Рікардо Рамос       | Марафон         | Н/Д              | Н/Д              | Н/Д       | Н/Д      | 2:30:20         | 120             |
| Даніель Варгас      | Марафон         | Н/Д              | Н/Д              | Н/Д       | Н/Д      | 2:18:51         | 54              |
| Педро Гомес         | ходьба на 20 км | Н/Д              | Н/Д              | Н/Д       | Н/Д      | 1:22:22         | 23              |
| Евер Пальма         | ходьба на 20 км | Н/Д              | Н/Д              | Н/Д       | Н/Д      | 1:21:24         | 14              |
| Хуліо Сезар Салазар | ходьба на 20 км | Н/Д              | Н/Д              | Н/Д       | Н/Д      | 1:27:38         | 52              |
| Орасіо Нава         | ходьба на 50 км | Н/Д              | Н/Д              | Н/Д       | Н/Д      | 3:50:53         | 13              |
| Хосе Лейвер Охеда   | ходьба на 50 км | Н/Д              | Н/Д              | Н/Д       | Н/Д      | 3:56:07         | 25              |
| Омар Сепеда         | ходьба на 50 км | Н/Д              | Н/Д              | Н/Д       | Н/Д      | 3:51:35         | 16              |

Жінки
| Спортсменка            | Дисципліна      | Фінал     | Фінал |
| Спортсменка            | Дисципліна      | Результат | Місце |
| ---------------------- | --------------- | --------- | ----- |
| Бренда Флорес          | 10000 м         | 32:39.08  | 32    |
| Марісоль Ромеро        | 10000 м         | 35:33.03  | 35    |
| Маргаріта Ернандес     | Марафон         | 2:38:15   | 48    |
| Мадаі Перес            | Марафон         | 2:34:42   | 32    |
| Лупіта Гонсалес        | ходьба на 20 км | 1:28:37   | 2     |
| Алехандра Ортега       | ходьба на 20 км | 1:37:33   | 41    |
| Марія Гвадалупе Санчес | ходьба на 20 км | 1:33:44   | 23    |

Технічні дисципліни
| Спортсмен         | Дисципліна                   | Кваліфікація       | Кваліфікація | Фінал              | Фінал            |
| Спортсмен         | Дисципліна                   | Результат у метрах | Місце        | Результат у метрах | Місце            |
| ----------------- | ---------------------------- | ------------------ | ------------ | ------------------ | ---------------- |
| Альберто Альварес | потрійний стрибок (чоловіки) | 16.67              | 10 q         | 16.56              | 9                |
| Едгар Рівера      | стрибки у висоту (чоловіки)  | 2.17               | 35           | Завершив виступ    | Завершив виступ  |
| Дієго дель Реаль  | метання молота (чоловіки)    | 75.19              | 5 q          | 76.05              | 4                |
| Івонн Тревіно     | стрибки в довжину (жінки)    | 6.16               | 30           | Завершила виступ   | Завершила виступ |

## Бадмінтон
| Спортсмен    | Дисципліна                  | Груповий етап                  | Груповий етап                     | Груповий етап | Вибування          | Чвертьфінал        | Півфінал           | Фінал / БМ         | Фінал / БМ      |
| Спортсмен    | Дисципліна                  | Суперник Результат             | Суперник Результат                | Місце         | Суперник Результат | Суперник Результат | Суперник Результат | Суперник Результат | Місце           |
| ------------ | --------------------------- | ------------------------------ | --------------------------------- | ------------- | ------------------ | ------------------ | ------------------ | ------------------ | --------------- |
| Ліно Муньйос | одиночний розряд (чоловіки) | Кідамбі (IND) L (11–21, 17–21) | Хурскайнен (SWE) L (12–21, 11–21) | 3             | Завершив виступ    | Завершив виступ    | Завершив виступ    | Завершив виступ    | Завершив виступ |

## Бокс
| Спортсмен          | Категорія           | 1/16 фіналу             | 1/8 фіналу           | Чвертьфінали       | Півфінали              | Фінал              | Фінал           |
| Спортсмен          | Категорія           | Суперник Результат      | Суперник Результат   | Суперник Результат | Суперник Результат     | Суперник Результат | Місце           |
| ------------------ | ------------------- | ----------------------- | -------------------- | ------------------ | ---------------------- | ------------------ | --------------- |
| Хоселіто Веласкес  | до 49 кг (чоловіки) | Бланк (ARG) W 3–0       | Дусматов (UZB) L 0–3 | Завершив виступ    | Завершив виступ        | Завершив виступ    | Завершив виступ |
| Еліас Еміхдіо      | до 52 кг (чоловіки) | Енх-Амар (MGL) W 3–0    | Авіла (COL) L 0–3    | Завершив виступ    | Завершив виступ        | Завершив виступ    | Завершив виступ |
| Ліндольфо Дельгадо | до 60 кг (чоловіки) | Томмасоне (ITA) L 0–3   | Завершив виступ      | Завершив виступ    | Завершив виступ        | Завершив виступ    | Завершив виступ |
| Raúl Curiel        | до 64 кг (чоловіки) | Hu Qx (CHN) L WO        | Завершив виступ      | Завершив виступ    | Завершив виступ        | Завершив виступ    | Завершив виступ |
| Хуан Пабло Ромеро  | до 69 кг (чоловіки) | Манджакапре (ITA) L 1–2 | Завершив виступ      | Завершив виступ    | Завершив виступ        | Завершив виступ    | Завершив виступ |
| Місаель Родрігес   | до 75 кг (чоловіки) | Абдул-Ріда (IRQ) W 3–0  | O'Reilly (IRL) W DSQ | Абдін (EGY) W 3–0  | Мелікузієв (UZB) L 0–3 | Завершив виступ    | 3               |

## Веслування на байдарках і каное

### Спринт
| Спортсмен     | Дисципліна            | Заїзди | Заїзди | Півфінали | Півфінали | Фінал  | Фінал |
| Спортсмен     | Дисципліна            | Час    | Місце  | Час       | Місце     | Час    | Місце |
| ------------- | --------------------- | ------ | ------ | --------- | --------- | ------ | ----- |
| Marcos Pulido | К-1, 200 м (чоловіки) | 41.910 | 6 Q    | 42.283    | 5 FB      | 42.098 | 16    |

Пояснення до кваліфікації: FA = Кваліфікувались до фіналу A (за медалі); FB = Кваліфікувались до фіналу B (не за медалі)

## Велоспорт

### Шосе
| Спортсмен         | Дисципліна                       | Час           | Місце         |
| ----------------- | -------------------------------- | ------------- | ------------- |
| Луїс Лемус        | Групова шосейна гонка (чоловіки) | Не фінішував  | Не фінішував  |
| Кароліна Родрігес | групова шосейна гонка (жінки)    | Не фінішувала | Не фінішувала |

### Трек
Омніум
| Спортсмен     | Дисципліна        | Скретч | Скретч | Індивідуальна гонка переслідування | Індивідуальна гонка переслідування | Індивідуальна гонка переслідування | Гонка на вибування | Гонка на вибування | Гіт з місця на 1 км | Гіт з місця на 1 км | Гіт з місця на 1 км | Гіт з ходу на 250 м | Гіт з ходу на 250 м | Гіт з ходу на 250 м | Гонка за очками | Гонка за очками | Загалом очок | Місце |
| Спортсмен     | Дисципліна        | Місце  | Очки   | Час                                | Місце                              | Очки                               | Місце              | Очки               | Час                 | Місце               | Очки                | Час                 | Місце               | Очки                | Очки            | Місце           | Загалом очок | Місце |
| ------------- | ----------------- | ------ | ------ | ---------------------------------- | ---------------------------------- | ---------------------------------- | ------------------ | ------------------ | ------------------- | ------------------- | ------------------- | ------------------- | ------------------- | ------------------- | --------------- | --------------- | ------------ | ----- |
| Ігнасіо Прадо | омніум (чоловіки) | 13     | 16     | 4:29.396                           | 14                                 | 14                                 | 9                  | 24                 | 1:05.839            | 17                  | 8                   | 14.046              | 17                  | 8                   | 3               | 10              | 73           | 15    |

### Маунтінбайк
| Спортсмен         | Дисципліна          | Час     | Місце |
| ----------------- | ------------------- | ------- | ----- |
| Даніела Кампусано | маунтінбайк (жінки) | 1:36:33 | 16    |

## Стрибки у воду
Чоловіки
| Спортсмен                    | Дисципліна                   | Попередні змагання | Попередні змагання | Півфінали | Півфінали | Фінал           | Фінал           |
| Спортсмен                    | Дисципліна                   | Очки               | Місце              | Очки      | Місце     | Очки            | Місце           |
| ---------------------------- | ---------------------------- | ------------------ | ------------------ | --------- | --------- | --------------- | --------------- |
| Родріго Дієго Лопес López    | трамплін, 3 метри            | 430.70             | 8 Q                | 356.05    | 16        | Завершив виступ | Завершив виступ |
| Роммель Пачеко               | трамплін, 3 метри            | 488.25             | 2 Q                | 469.70    | 2 Q       | 451.20          | 7               |
| Iván García                  | вишка, 10 метрів             | 418.90             | 15 Q               | 497.55    | 3         | 418.95          | 10              |
| Germán Sánchez               | вишка, 10 метрів             | 430.05             | 12 Q               | 462.05    | 9         | 532.70          | 2               |
| Джахір Окампо Роммель Пачеко | Синхронний трамплін, 3 метри | Н/Д                | Н/Д                | Н/Д       | Н/Д       | 405.30          | 5               |
| Iván García Germán Sánchez   | Синхронна вишка, 10 метрів   | Н/Д                | Н/Д                | Н/Д       | Н/Д       | 423.30          | 5               |

Жінки
| Долорес Ернандес                | трамплін, 3 метри          | 295.20 | 18 Q | 293.05           | 16               | Завершила виступ | Завершила виступ | Завершила виступ | Завершила виступ | Завершила виступ |
| Мелані Ернандес                 | трамплін, 3 метри          | 279.45 | 22   | Завершила виступ | Завершила виступ | Завершила виступ | Завершила виступ | Завершила виступ | Завершила виступ |                  |
| Паола Еспіноса                  | вишка, 10 метрів           | 313.70 | 13 Q | 306.45 Q         | 12               | 377.10           | 4                |                  |                  |                  |
| Алехандра Ороско                | вишка, 10 метрів           | 287.45 | 20   | Завершила виступ | Завершила виступ | Завершила виступ | Завершила виступ | Завершила виступ | Завершила виступ |                  |
| Паола Еспіноса Алехандра Ороско | Синхронна вишка, 10 метрів | Н/Д    | Н/Д  | Н/Д              | Н/Д              | 304.08           | 6                |                  |                  |                  |

## Кінний спорт

### Виїздка
| Спортсмен          | Кінь  | Дисципліна    | Grand Prix | Grand Prix | Grand Prix Special | Grand Prix Special | Grand Prix Freestyle | Grand Prix Freestyle | Загалом         | Загалом         |
| Спортсмен          | Кінь  | Дисципліна    | Результат  | Місце      | Результат          | Місце              | За техніку           | За артистизм         | Результат       | Місце           |
| ------------------ | ----- | ------------- | ---------- | ---------- | ------------------ | ------------------ | -------------------- | -------------------- | --------------- | --------------- |
| Бернардетт Пухальс | Rolex | Індивідуальні | 66.757     | 51         | Завершив виступ    | Завершив виступ    | Завершив виступ      | Завершив виступ      | Завершив виступ | Завершив виступ |

## Фехтування
Чоловіки
| Спортсмен     | Дисципліна           | 1/32 фіналу        | 1/16 фіналу          | 1/8 фіналу         | Чвертьфінал        | Півфінал           | Фінал / БМ         | Фінал / БМ      |
| Спортсмен     | Дисципліна           | Суперник Результат | Суперник Результат   | Суперник Результат | Суперник Результат | Суперник Результат | Суперник Результат | Місце           |
| ------------- | -------------------- | ------------------ | -------------------- | ------------------ | ------------------ | ------------------ | ------------------ | --------------- |
| Даніель Гомес | Індивідуальна рапіра | Bye                | Авола (ITA) L 5–15   | Завершив виступ    | Завершив виступ    | Завершив виступ    | Завершив виступ    | Завершив виступ |
| Хуліан Айяла  | Шабля                | Н/Д                | Сіладьї (HUN) L 9–15 | Завершив виступ    | Завершив виступ    | Завершив виступ    | Завершив виступ    | Завершив виступ |

Жінки
| Спортсменка                                                 | Дисципліна           | 1/32 фіналу            | 1/16 фіналу          | 1/8 фіналу       | Чвертьфінал         | Півфінал                                      | Фінал / БМ                            | Фінал / БМ       |
| Спортсменка                                                 | Дисципліна           | Суперниця Score        | Суперниця Score      | Суперниця Score  | Суперниця Score     | Суперниця Score                               | Суперниця Score                       | Місце            |
| ----------------------------------------------------------- | -------------------- | ---------------------- | -------------------- | ---------------- | ------------------- | --------------------------------------------- | ------------------------------------- | ---------------- |
| Алехандра Теран                                             | Індивідуальна шпага  | Nakano (JPN) L 12–15   | Завершила виступ     | Завершила виступ | Завершила виступ    | Завершила виступ                              | Завершила виступ                      | Завершила виступ |
| Наталі Мішель                                               | Індивідуальна рапіра | Bye                    | Прескод (USA) L 9–15 | Завершила виступ | Завершила виступ    | Завершила виступ                              | Завершила виступ                      | Завершила виступ |
| Таня Арраялес                                               | Шабля                | Н/Д                    | Єгорян (RUS) L 7–15  | Завершила виступ | Завершила виступ    | Завершила виступ                              | Завершила виступ                      | Завершила виступ |
| Урсула Гонсалес                                             | Шабля                | Толедо (MEX) W 15–11   | Харлан (UKR) L 8–15  | Завершила виступ | Завершила виступ    | Завершила виступ                              | Завершила виступ                      | Завершила виступ |
| Джульєтта Толедо                                            | Шабля                | Гонсалес (MEX) L 11–15 | Завершила виступ     | Завершила виступ | Завершила виступ    | Завершила виступ                              | Завершила виступ                      | Завершила виступ |
| Таня Арраялес Урсула Гонсалес Paola Pliego Джульєтта Толедо | Команда sabre        | Н/Д                    | Н/Д                  | Н/Д              | Росія (RUS) L 31–45 | Класифікаційний півфінал Польща (POL) L 23–45 | 7th place final Франція (FRA) W 45–38 | 7                |

## Футбол

### Чоловічий турнір
Склад команди
Шаблон:Склад чоловічої збірної Мексики з футболу на літніх Олімпійських іграх 2016
Груповий етап
Футбол на літніх Олімпійських іграх 2016 — чоловічий турнір – Group C
Шаблон:Чоловічий турнір з футболу на літніх Олімпійських іграх 2016, гра C2
Шаблон:Чоловічий турнір з футболу на літніх Олімпійських іграх 2016, гра C3
Шаблон:Чоловічий турнір з футболу на літніх Олімпійських іграх 2016, гра C6

## Гольф
| Спортсмен         | Дисципліна | Раунд 1   | Раунд 2   | Раунд 3   | Раунд 4   | Загалом   | Загалом | Загалом |
| Спортсмен         | Дисципліна | Результат | Результат | Результат | Результат | Результат | Пар     | Місце   |
| ----------------- | ---------- | --------- | --------- | --------- | --------- | --------- | ------- | ------- |
| Родольфо Касаубон | чоловіки   | 76        | 66        | 68        | 73        | 283       | −1      | =30     |
| Габі Лопес        | жінки      | 71        | 67        | 76        | 72        | 286       | +2      | =31     |
| Алехандра Льянеса | жінки      | 73        | 68        | 73        | 80        | 294       | +10     | =44     |

## Гімнастика

### Спортивна гімнастика
Чоловіки
| Спортсмен        | Дисципліна | Кваліфікація    | Кваліфікація | Кваліфікація | Кваліфікація | Кваліфікація | Кваліфікація | Кваліфікація | Кваліфікація    | Фінал           | Фінал           | Фінал           | Фінал           | Фінал           | Фінал           | Фінал           | Фінал           |                 |                 |
| Спортсмен        | Дисципліна | Вправа          | Вправа       | Вправа       | Вправа       | Вправа       | Вправа       | Загалом      | Місце           | Вправа          | Вправа          | Вправа          | Вправа          | Вправа          | Вправа          | Загалом         | Місце           |                 |                 |
| ---------------- | ---------- | --------------- | ------------ | ------------ | ------------ | ------------ | ------------ | ------------ | --------------- | --------------- | --------------- | --------------- | --------------- | --------------- | --------------- | --------------- | --------------- | --------------- | --------------- |
| Спортсмен        | Дисципліна | Даніель Корраль | Кінь         | Н/Д          | 13.833       | Н/Д          | Н/Д          | Н/Д          | Н/Д             | 13.833          | 47              | Завершив виступ | Завершив виступ | Завершив виступ | Завершив виступ | Завершив виступ | Завершив виступ | Завершив виступ | Завершив виступ |
| Паралельні бруси | Н/Д        | Н/Д             | Н/Д          | Н/Д          | 15.000       | Н/Д          | 15.000       | 25           | Завершив виступ | Завершив виступ | Завершив виступ | Завершив виступ | Завершив виступ | Завершив виступ | Завершив виступ | Завершив виступ |                 |                 |                 |

Жінки
| Спортсменка | Дисципліна | Кваліфікація  | Кваліфікація       | Кваліфікація | Кваліфікація | Кваліфікація | Кваліфікація | Фінал  | Фінал  | Фінал  | Фінал  | Фінал   | Фінал |                  |                  |                  |                  |                  |                  |
| Спортсменка | Дисципліна | Вправа        | Вправа             | Вправа       | Вправа       | Загалом      | Місце        | Вправа | Вправа | Вправа | Вправа | Загалом | Місце |                  |                  |                  |                  |                  |                  |
| ----------- | ---------- | ------------- | ------------------ | ------------ | ------------ | ------------ | ------------ | ------ | ------ | ------ | ------ | ------- | ----- | ---------------- | ---------------- | ---------------- | ---------------- | ---------------- | ---------------- |
| Спортсменка | Дисципліна | Алекса Морено | Абсолютна першість | 14.633       | 13.333       | Загалом      | Місце        | 13.300 | 13.833 | 54.866 | 31     | Загалом | Місце | Завершила виступ | Завершила виступ | Завершила виступ | Завершила виступ | Завершила виступ | Завершила виступ |

## Дзюдо
| Спортсмен        | Категорія           | 1/16 фіналу                 | 1/8 фіналу                | Чвертьфінали       | Півфінали          | Втішний поєдинок   | Фінал / БМ         | Фінал / БМ       |
| Спортсмен        | Категорія           | Суперник Результат          | Суперник Результат        | Суперник Результат | Суперник Результат | Суперник Результат | Суперник Результат | Місце            |
| ---------------- | ------------------- | --------------------------- | ------------------------- | ------------------ | ------------------ | ------------------ | ------------------ | ---------------- |
| Една Каррільйо   | до 48 кг (жінки)    | Локманхекім (TUR) W 100–000 | Кондо (JPN) L 000–101     | Завершила виступ   | Завершила виступ   | Завершила виступ   | Завершила виступ   | Завершила виступ |
| Ванесса Замботті | понад 78 кг (жінки) | Bye                         | Андеоль (FRA) L 000–000 S | Завершила виступ   | Завершила виступ   | Завершила виступ   | Завершила виступ   | Завершила виступ |

## Сучасне п'ятиборство
| Спортсмен        | Дисципліна | Фехтування (шпага, один дотик) | Фехтування (шпага, один дотик) | Фехтування (шпага, один дотик) | Фехтування (шпага, один дотик) | Плавання (200 м вільним стилем) | Плавання (200 м вільним стилем) | Плавання (200 м вільним стилем) | Верхова їзда (конкур) | Верхова їзда (конкур) | Верхова їзда (конкур) | Комбіновано: стрільба/біг (10 м, пневматичний пістолет)/(3200 м) | Комбіновано: стрільба/біг (10 м, пневматичний пістолет)/(3200 м) | Комбіновано: стрільба/біг (10 м, пневматичний пістолет)/(3200 м) | Загалом очок | Підсумкове місце |
| Спортсмен        | Дисципліна | RR                             | BR                             | Місце                          | Очки                           | Час                             | Місце                           | Очки                            | Час                   | Місце                 | Очки                  | Час                                                              | Місце                                                            | MP Points                                                        | Загалом очок | Підсумкове місце |
| ---------------- | ---------- | ------------------------------ | ------------------------------ | ------------------------------ | ------------------------------ | ------------------------------- | ------------------------------- | ------------------------------- | --------------------- | --------------------- | --------------------- | ---------------------------------------------------------------- | ---------------------------------------------------------------- | ---------------------------------------------------------------- | ------------ | ---------------- |
| Ісмаель Ернандес | чоловіки   | 18–17                          | 0                              | 19                             | 208                            | 2:02.12                         | 11                              | 334                             | 71.78                 | 5                     | 300                   | 11:14:33                                                         | 8                                                                | 626                                                              | 1468         | 3                |
| Тамара Вега      | жінки      | 15–20                          | 0                              | 27                             | 190                            | 2:16.89                         | 17                              | 290                             | 72.93                 | 5                     | 300                   | 12:49:39                                                         | 11                                                               | 531                                                              | 1311         | 11               |

## Академічне веслування
| Спортсмен           | Дисципліна          | Заїзди  | Заїзди | Втішний заплив | Втішний заплив | Чвертьфінали | Чвертьфінали | Півфінали | Півфінали | Фінал   | Фінал |
| Спортсмен           | Дисципліна          | Час     | Місце  | Час            | Місце          | Час          | Місце        | Час       | Місце     | Час     | Місце |
| ------------------- | ------------------- | ------- | ------ | -------------- | -------------- | ------------ | ------------ | --------- | --------- | ------- | ----- |
| Хуан Карлос Кабрера | одиночки (чоловіки) | 7:08.27 | 2 QF   | Bye            | Bye            | 6:50.04      | 2 SA/B       | 7:03.68   | 4 FB      | 6:50.02 | 8     |
| Кенія Лечуга Аланіс | одиночки (жінки)    | 8:11.44 | 1 QF   | Bye            | Bye            | 7:44.11      | 3 SA/B       | 8:14.76   | 6 FB      | 7:40.39 | 12    |

Пояснення до кваліфікації: FA=Фінал A (за медалі); FB=Фінал B (не за медалі); FC=Фінал C (не за медалі); FD=Фінал D (не за медалі); FE=Фінал E (не за медалі); FF=Фінал F (не за медалі); SA/B=Півфінали A/B; SC/D=Півфінали C/D; SE/F=Півфінали E/F; QF=Чвертьфінали; R=Потрапив у втішний заплив

## Вітрильний спорт
| Спортсмен   | Дисципліна      | Заплив | Заплив | Заплив | Заплив | Заплив | Заплив | Заплив | Заплив | Заплив | Заплив | Заплив | Заплив | Заплив | Очки | Підсумкове місце |
| Спортсмен   | Дисципліна      | 1      | 2      | 3      | 4      | 5      | 6      | 7      | 8      | 9      | 10     | 11     | 12     | M*     | Очки | Підсумкове місце |
| ----------- | --------------- | ------ | ------ | ------ | ------ | ------ | ------ | ------ | ------ | ------ | ------ | ------ | ------ | ------ | ---- | ---------------- |
| Давід М'єр  | RS:X (чоловіки) | 28     | 21     | 22     | 26     | 21     | 17     | 32     | 15     | 5      | 16     | 15     | 21     | EL     | 207  | 20               |
| Янік Хентрі | Лазер           | 41     | 42     | 29     | 43     | 34     | 36     | 38     | DNF    | 41     | 36     | Н/Д    | Н/Д    | EL     | 340  | 42               |
| Деміта Вега | RS:X (жінки)    | 11     | 18     | 18     | 9      | 10     | 17     | 27     | 8      | 13     | 17     | 11     | 15     | EL     | 147  | 13               |

M = Медальний заплив; EL = Вибув – не потрапив до медального запливу

## Стрільба
| Спортсмен        | Дисципліна                               | Кваліфікація | Кваліфікація | Фінал            | Фінал            |
| Спортсмен        | Дисципліна                               | Очки         | Місце        | Очки             | Місце            |
| ---------------- | ---------------------------------------- | ------------ | ------------ | ---------------- | ---------------- |
| Алехандра Савала | пневматичний пістолет, 10 метрів (жінки) | 387          | 4 Q          | 157.1            | 4                |
| Горетті Сумая    | пневматична гвинтівка, 10 метрів (жінки) | 413.9        | 24           | Завершила виступ | Завершила виступ |

Пояснення до кваліфікації: Q = Пройшов у наступне коло; q = Кваліфікувався щоб змагатись у поєдинку за бронзову медаль

## Плавання
| Спортсмен           | Дисципліна                            | Попередній заплив | Попередній заплив | Півфінал         | Півфінал         | Фінал            | Фінал            |
| Спортсмен           | Дисципліна                            | Час               | Місце             | Час              | Місце            | Час              | Місце            |
| ------------------- | ------------------------------------- | ----------------- | ----------------- | ---------------- | ---------------- | ---------------- | ---------------- |
| Лонг Юань Гутієррес | 100 метрів батерфляєм (чоловіки)      | 53.34             | 32                | Завершив виступ  | Завершив виступ  | Завершив виступ  | Завершив виступ  |
| Рікардо Варгас      | 1500 метрів вільним стилем (чоловіки) | 15:11.53          | 25                | Н/Д              | Н/Д              | Завершив виступ  | Завершив виступ  |
| Ліліана Ібаньєс     | 50 метрів вільним стилем (жінки)      | 25.25             | 28                | Завершила виступ | Завершила виступ | Завершила виступ | Завершила виступ |

## Синхронне плавання
| Спортсменка               | Дисципліна | Обов'язкова програма | Обов'язкова програма | Довільна програма (попередня) | Довільна програма (попередня)    | Довільна програма (попередня) | Довільна програма (фінал) | Довільна програма (фінал)        | Довільна програма (фінал) |
| Спортсменка               | Дисципліна | Очки                 | Місце                | Очки                          | Загалом (обов'язкова + довільна) | Місце                         | Очки                      | Загалом (обов'язкова + довільна) | Місце                     |
| ------------------------- | ---------- | -------------------- | -------------------- | ----------------------------- | -------------------------------- | ----------------------------- | ------------------------- | -------------------------------- | ------------------------- |
| Карем Ачач Нурія Діосгадо | Дуети      | 84.9268              | 12                   | 85.7333                       | 170.6601                         | 11 Q                          | 86.0667                   | 170.9935                         | 11                        |

## Настільний теніс
| Спортсмен     | Дисципліна                  | Попередній раунд    | Раунд 1              | Раунд 2            | Раунд 3            | 1/8 фіналу         | Чвертьфінали       | Півфінали          | Фінал / БМ         | Фінал / БМ       |
| Спортсмен     | Дисципліна                  | Суперник Результат  | Суперник Результат   | Суперник Результат | Суперник Результат | Суперник Результат | Суперник Результат | Суперник Результат | Суперник Результат | Місце            |
| ------------- | --------------------------- | ------------------- | -------------------- | ------------------ | ------------------ | ------------------ | ------------------ | ------------------ | ------------------ | ---------------- |
| Marcos Madrid | одиночний розряд (чоловіки) | Шин (VAN) W 4–0     | Wang Y (SVK) L 1–4   | Завершив виступ    | Завершив виступ    | Завершив виступ    | Завершив виступ    | Завершив виступ    | Завершив виступ    | Завершив виступ  |
| Ядіра Сільва  | одиночний розряд (жінки)    | Алледжі (SYR) W 4–0 | Balážová (SVK) L 0–4 | Завершила виступ   | Завершила виступ   | Завершила виступ   | Завершила виступ   | Завершила виступ   | Завершила виступ   | Завершила виступ |

## Тхеквондо
| Спортсмен        | Категорія           | 1/8 фіналу                | Чвертьфінали           | Півфінали                | Втішний поєдинок   | Фінал / БМ                      | Фінал / БМ      |
| Спортсмен        | Категорія           | Суперник Результат        | Суперник Результат     | Суперник Результат       | Суперник Результат | Суперник Результат              | Місце           |
| ---------------- | ------------------- | ------------------------- | ---------------------- | ------------------------ | ------------------ | ------------------------------- | --------------- |
| Carlos Navarro   | до 58 кг (чоловіки) | Шріха (LBA) W 23–9 PTG    | Тейшейра (BRA) W 8–5   | Zhao S (CHN) L 4–9       | Bye                | Kim T-h (KOR) L 5–7             | 5               |
| Сауль Гутьєррес  | до 68 кг (чоловіки) | Пуревджавин (MGL) L 11–12 | Завершив виступ        | Завершив виступ          | Завершив виступ    | Завершив виступ                 | Завершив виступ |
| Ітцель Маньяррез | до 49 кг (жінки)    | Келеку (COD) W 9–5        | Sing (BRA) W 14–4      | Богданович (SRB) L 0–10  | Bye                | Вонгпаттанакіт (THA) L 3–15 PTG | 5               |
| Марія Еспіноса   | понад 67 кг (жінки) | Алора (PHI) W 4–1         | Діслам (MAR) W 3–2 SUD | Галловей (USA) W 0–0 SUP | Bye                | Zheng Sy (CHN) L 1–5            | 2               |

## Теніс
| Спортсмен                                   | Дисципліна               | 1/16 фіналу                       | 1/8 фіналу                            | Чвертьфінали       | Півфінали          | Фінал / БМ         | Фінал / БМ      |
| Спортсмен                                   | Дисципліна               | Суперник Результат                | Суперник Результат                    | Суперник Результат | Суперник Результат | Суперник Результат | Місце           |
| ------------------------------------------- | ------------------------ | --------------------------------- | ------------------------------------- | ------------------ | ------------------ | ------------------ | --------------- |
| Santiago González Miguel Ángel Reyes-Varela | Парний розряд (чоловіки) | Fleming / Inglot (GBR) W 6–3, 6–0 | Мерджа / Текеу (ROU) L 3–6, 6–7(9–11) | Завершив виступ    | Завершив виступ    | Завершив виступ    | Завершив виступ |

## Тріатлон
| Спортсмен                     | Дисципліна | Плавання, 1,5 км | Перехід 1 | Велосипед, 40 км         | Перехід 2                | Біг, 10 км               | Загалом Time             | Місце                    |
| ----------------------------- | ---------- | ---------------- | --------- | ------------------------ | ------------------------ | ------------------------ | ------------------------ | ------------------------ |
| Родріго Гонсалес              | чоловіки   | 18:38            | 0:49      | Відстав більш як на коло | Відстав більш як на коло | Відстав більш як на коло | Відстав більш як на коло | Відстав більш як на коло |
| Крісанто Грахалес             | чоловіки   | 17:59            | 0:50      | 55:52                    | 0:34                     | 32:13                    | 1:47:28                  | 12                       |
| Irving Pérez                  | чоловіки   | 17:35            | 0:45      | 56:21                    | 0:35                     | 33:10                    | 1:48:26                  | 22                       |
| Сесілія Габріела Перес Флорес | жінки      | 19:10            | 0:55      | 1:04:39                  | 0:37                     | 37:26                    | 2:02:47                  | 33                       |
| Клаудія Рівас                 | жінки      | 19:05            | 0:58      | 1:01:27                  | 0:40                     | 36:18                    | 1:58:28                  | 9                        |

## Волейбол

### Пляжний
| Спортсмен                      | Дисципліна | Груповий етап | Місце | 1/8 фіналу                                          | Чвертьфінали       | Півфінали          | Фінал / БМ         | Фінал / БМ      |
| Спортсмен                      | Дисципліна | Суперник Результат | Місце | Суперник Результат                                  | Суперник Результат | Суперник Результат | Суперник Результат | Місце           |
| ------------------------------ | ---------- | --- | ----- | --------------------------------------------------- | ------------------ | ------------------ | ------------------ | --------------- |
| Ломбардо Онтіверос Хуан Вірхен | Чоловіки   | Група C Лупо – Ніколаї (ITA) W 2 –1 (14–21, 21–14, 15–11) Далгауссер – Лусена (USA) L 0 –2 (14–21, 17–21) Naceur – Salah (TUN) W 2 – 0 (21–10, 21–10) | 2 Q   | Нуммердор – Варенгорст (NED) L 0 – 2 (18–21, 15–21) | Завершив виступ    | Завершив виступ    | Завершив виступ    | Завершив виступ |

### У приміщенні

#### Чоловічий турнір
Склад команди
Шаблон:Склад чоловічої збірної Мексики з волейболу на літніх Олімпійських іграх 2016
Груповий етап
Шаблон:Підсумкова таблиця в групі A чоловічого турніру з волейболу на літніх Олімпійських іграх 2016
Шаблон:Чоловічий турнір з волейболу на літніх Олімпійських іграх 2016, гра A2
Шаблон:Чоловічий турнір з волейболу на літніх Олімпійських іграх 2016, гра A4
Шаблон:Чоловічий турнір з волейболу на літніх Олімпійських іграх 2016, гра A8
Шаблон:Чоловічий турнір з волейболу на літніх Олімпійських іграх 2016, гра A11
Шаблон:Чоловічий турнір з волейболу на літніх Олімпійських іграх 2016, гра A13

## Важка атлетика
| Спортсмен         | Категорія           | Ривок     | Ривок | Поштовх   | Поштовх | Загалом | Місце |
| Спортсмен         | Категорія           | Результат | Місце | Результат | Місце   | Загалом | Місце |
| ----------------- | ------------------- | --------- | ----- | --------- | ------- | ------- | ----- |
| Бредні Рок        | до 69 кг (чоловіки) | 145       | 7     | 181       | 5       | 326     | 4     |
| Патрісія Домінгес | до 58 кг (жінки)    | 96        | 6     | 115       | 8       | 211     | 8     |
| Ева Гуррола       | до 63 кг (жінки)    | 100       | 6     | 120       | 6       | 220     | 5     |
| Алехандра Гарса   | до 75 кг (жінки)    | 98        | 10    | 126       | 9       | 224     | 9     |

## Боротьба
Легенда:
- VT – Перемога на туше.
- PP – Перемога за очками – з технічними очками в того, хто програв.
- PO – Перемога за очками – без технічних очок в того, хто програв.
- ST – Перемога за очками – без технічних очок в того, хто програв and a margin of victory of at least 8 (Greco-Roman) or 10 (freestyle) points.

Греко-римська боротьба
| Спортсмен      | Категорія | Кваліфікація               | 1/8 фіналу         | Чвертьфінал        | Півфінал           | Втішний поєдинок 1 | Втішний поєдинок 2 | Фінал / БМ         | Фінал / БМ |
| Спортсмен      | Категорія | Суперник Результат         | Суперник Результат | Суперник Результат | Суперник Результат | Суперник Результат | Суперник Результат | Суперник Результат | Місце      |
| -------------- | --------- | -------------------------- | ------------------ | ------------------ | ------------------ | ------------------ | ------------------ | ------------------ | ---------- |
| Альфонсо Лейва | до 85 кг  | Кобліашвілі (GEO) L 0–3 PO | Завершив виступ    | Завершив виступ    | Завершив виступ    | Завершив виступ    | Завершив виступ    | Завершив виступ    | 19         |